# ГЕС Сан-Агатон
ГЕС Сан-Агатон – гідроелектростанція у Венесуелі. Використовує ресурс зі сточища річки Урібанте, лівої притоки Апуре, котра в свою чергу впадає ліворуч до однієї з найбільших річок світу  Оріноко.
В межах проекту у верхній частині сточища Урібанте звели земляну греблю Ла-Хонда висотою 140 метрів та довжиною 730 метрів, на час будівництва якої воду відвели за допомогою тунелю довжиною 1 км з діаметром 5 метрів. Гребля утримує витягнуте на 11 км водосховище з площею поверхні 20 км2 та об’ємом 775 млн м3, з яких корисний об’єм складає 480 млн м3, що забезпечується коливанням рівня в операційному режимі між позначками 1066 та 1098 метрів НРМ (під час повені останній показник може зростати до 1110 метрів НРМ).
Зі сховища у південно-східному напрямку прокладено дериваційний тунель довжиною 8,1 км з діаметром 5 метрів, який подає ресурс в долину лівої притоки Урібанте. Для попередження гідроудару в системі також працює вирівнювальна камера висотою 140 метрів.
Основне обладнання станції становлять дві турбіни типу Пелтон потужністю по 153 МВт, які працюють при напорі у 350 метрів та повинні забезпечувати виробництво 1275 млн кВт-год електроенергії на рік.
Для видачі продукції призначена ЛЕП, розрахована на роботу під напругою 230 кВ.
Можливо відзначити, що за проектом станція Сан-Агатон повинна становити верхній ступінь дериваційного гідровузла Урібанте-Капаро, в межах якого відбувалось би перекидання ресурсу зі сточища Урібанте до річки Сіока (ще одна ліва притока Апуре). При цьому зі складу гідровузла вже споруджено нижній ступінь – ГЕС Ла-Вуельтоза, проте з'єднуючу середню ланку – ГЕС Ла-Колорада – наразі так і не почали зводити.